# Onomastisme
Un onomastisme (du grec ancien ὀνομάζω, nommer) est le fait pour un mot ou une expression quelconque de provenir d'un nom propre. Le mot poubelle, provenant du nom d'Eugène Poubelle, préfet de la Seine, est un exemple classique d'onomastisme.
Les dérivés de noms propres (wikipédien de Wikipédia, linuxien de Linux, etc.), les adjectifs gentiléens (parisien de Paris, québécois de Québec, etc.) et les antonomases lexicalisées (un orphée de Orphée, une cendrillon de Cendrillon, etc.) sont d'autres exemples d'onomastisme.
À la rigueur, on peut considérer que certains noms propres sont eux-mêmes des onomastismes. Ainsi, le nom propre LaTeX peut être qualifié d'onomastisme, considérant qu'il provient des noms propres Lamport et TeX.
Le terme onomastisme a été créé en 1984 par le linguiste Jean-Claude Boulanger, qui lui donne le sens actuel en 1986. Il est consigné dans les principaux dictionnaires québécois, dont le dictionnaire du logiciel Antidote et le Multidictionnaire de la langue française (depuis la 6e édition).
On remarque que le terme onomastisme est principalement utilisé par les linguistes du Québec, bien qu'il soit quelquefois aussi de plus en plus présent dans les écrits européens. Encore récemment, on trouvait plus couramment des paraphrases comme formation déonomastique, chez les onomasticiens d'Europe. Dans la langue non spécialisée, certains auteurs emploient plutôt le terme éponyme, qui est toutefois polysémique.
Les rectifications orthographiques du français de 1990 touchent certains onomastismes du français comme diésel (de Rudolf Diesel) qui a une variante accentuée ou donquichottesque (dérivé de Don Quichotte) que l'on préconise d'écrire dorénavant sans espace, ni trait d'union, ni apostrophe.
Certains ouvrages se spécialisent dans la consignation de catégories particulières d'onomastismes. À titre d'exemple, des études de gentilistique comme le Dictionnaire des appellations ethniques de la France et de ses colonies et le Dictionnaire universel des gentilés en français recensent les noms d'habitants de différents lieux en français.